# Kamp (Beekdaelen)
Kamp is een buurtschap van Nuth in het Geleenbeekdal in de gemeente Beekdaelen, in de Nederlandse provincie Limburg. De naam komt van de betekenis kamp als nederzetting.
Het gehucht kent enkele oude bouwwerken van verschillende bouwstijlen. Zo is er een boerderij met speklagen en een boerderij met decoratief stucwerk evenals een carrévormige bakstenen hoeve.
De buurtschap is vrijwel geheel opgegaan in het industrieterrein De Horsel van Nuth.

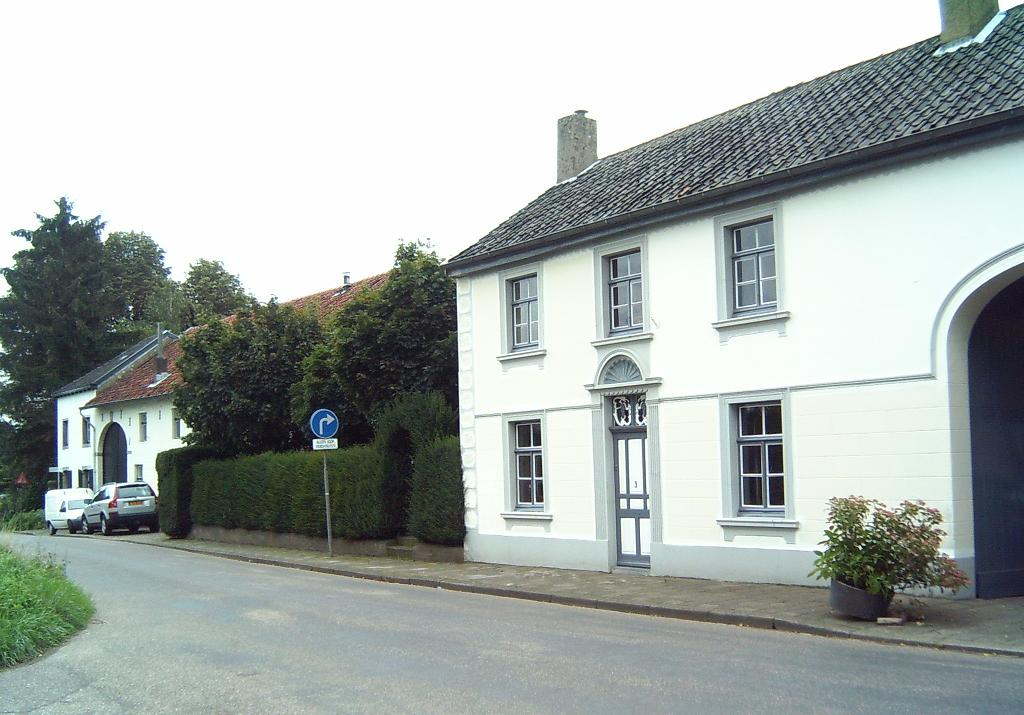
Kamp

Dorpen: Aalbeek · Amstenrade · Arensgenhout · Bingelrade · Doenrade · Hulsberg · Jabeek · Merkelbeek · Nuth · Oirsbeek · Puth · Schimmert · Schinnen · Schinveld · Sweikhuizen · Vaesrade · Wijnandsrade

Buurtschappen en gehuchten: Bovenste Puth · Brand · Breinder · Brommelen · Daniken (deels) · Douvergenhout · Etzenrade · Gracht · Grijzegrubben · Haasdal · Hegge · Heisterbrug · Helle · Hellebroek · Hommert · Hunnecum · Kamp · Kathagen · Klein-Doenrade · Kleingenhout · Kling · Kruis · Laar · Leeuw · Nagelbeek · Nierhoven · Oensel · Onderste Puth · Op de Bies · Op den Hering · Oppeven · Reuken · Swier · Terstraten · Tervoorst · Thull · Viel · Vink · Wintraak · Wissengracht · Wolfhagen

Limburg: Steden en dorpen      Nederland: Provincies · Gemeenten